# ابوسعید جنابی
ابوسعید گناوه‌ای (به عربی: ابوسعید حسن بن بهرام جنّابی) بنیانگذار قرمطیان در بحرین و احساء بود. وی اصالتاً ایرانی بود. مطرح شده که وی از نوادگان پادشاهی ایرانی در گذشته بوده، اینکه او ان ادعا را مطرح کرده یا بعداً به وی نسبت داده شده مشخص نیست. او در شصت و چند سالگی، به‌سال ۳۰۰ قمری (۹۱۳ میلادی) در بحرین به‌قتل رسید.
به نقل از بریتانیکا: قرمطیان، عضو جریان شیعه اسماعیلی بودند، که ادعای عبیدالله خلیفه فاطمی نسبت به امامت را رد کردند. قرمطیان در قرن نهم تا یازدهم در عراق، یمن و به ویژه بحرین شکوفا شدند و نام خود را از حمدان قرمط آن گرفته‌اند. که رهبری این فرقه را در جنوب عراق در نیمه دوم قرن نهم بر عهده داشت. قرمطیان به دلیل شورش در سوریه و عراق در سال‌های ۹۰۳ تا ۹۰۶ و سیاست‌های دو رهبر بحرینیش میان حکومت‌های منطقه بدنام شدند. ابوسعید جنابی و پسرش که چندین بار به عراق حمله کردند و در سال ۹۳۰، پسر ابوسعید یعنی ابوطاهر جنابی مکه را غارت کرد و حجرالاسود کعبه را با خود برد.
ابوسعید بن بهرام جنابی در دههٔ چهار (یا نیمهٔ اوّل دههٔ شش) قرن سوم قمری در شهر جنابه (گناوه کنونی) استان بوشهر در یکی از محله‌های قدیمی احتمالاً محله تل‌گوری متولد شد.
زمانی که مقتدر عباسی به خلافت رسید، ابوسعید جنّابی، یکی از رهبران قرامطه بود که در بحرین قیام کرد (۲۸۶ قمری برابر ۸۹۹ میلادی). وی به کمک قبایل عبدالقیس و ربیعه بحرین شهر الاحسا را تسخیر کرد و حکومت قرامطه را تشکیل داد.
با حمایت یک ارتش قوی متشکل از طوایف، ابوسعید شروع به حمله به شهرهای منطقه کرد: قطیف، زاره، صفوان، زهران، الاحسا و جواتا. او تا شرق به صحار (که بعد از چند تلاش آن را موقتی تصرف کرد) در عمان و غرب تا بلاد الفلاح و جنوب تا یبرین پیش رفت. منطقه الیمامه نیز ویران و خالی از سکنه شد، زیرا قبایل محلی مانند بنی قشیر و بنی سعد یا کشته شدند یا مجبور به فرار شدند. الیمامه احتمالاً تحت کنترل قرمطیان قرار نگرفت، اما با بنی الاکهیدر که در آن زمان بر آنجا حکومت می‌کردند، درگیر شدند و بعدها به متحدان قرمطیان تبدیل شدند. در یک زمان نامعلوم، ابوسعید حتی جزیره آوال (بحرین امروزی) را تصرف کرد و تعرفه‌هایی برای حمل و نقل دریایی در آنجا وضع کرد.
در سال‌های ۹۰۰ میلادی، سقوط قطیف موجب نگرانی مردم بصره شد، زیرا آن‌ها متوجه شدند که حمله قرمطیان به این شهر ممکن است. به همین دلیل، اقداماتی فوری برای ساخت دیواری آجری در اطراف بصره که تا آن زمان بدون استحکام بود، آغاز شد. اوایل سال ۹۰۰، ابوسعید محاصره هجر را شروع کرد.
خبر محاصره هجر واکنش خلیفه عباسی، المعتضد را برانگیخت. در آوریل ۹۰۰، او فرمانده‌اش العباس بن عمر الغنوی را به عنوان والی بحرین و یمامه منصوب کرد و او را با ۲۰۰۰ سرباز و تعدادی داوطلب به سمت نیروهای ابوسعید فرستاد. در ۳۱ ژوئیه، ارتش عباسی در نبردی در یک باتلاق نمکی که حدود دو روز از قطیف فاصله داشت، شکست خورد. الغنوی اسیر شد و بعداً آزاد گردید، اما سایر اسرا که تعدادشان ۷۰۰ نفر تخمین زده می‌شود، اعدام شدند.
ابوسعید در نامه‌ای به معتضد عباسی، علت قیام خود را «بیداد» و ظلم خلیفه دانست، وی همچنین از خلیفه پرسید که چرا بیهوده جان پیروانش را به خطر می‌اندازد. او همچنین اظهار داشت که حمله خلیفه به سرزمین‌هایش در صحرا محکوم به شکست است، چرا که خودش و یارانش به زندگی سخت در سرزمین‌های خشن و بی‌رحم خو گرفته‌اند، در حالی‌که سربازان عباسی در آن محیط ناآشنا و خصمانه، از شرایط خارج از توان خود قرار می‌گیرند. بعد از مرگ او در سال ۳۰۰ قمری (۹۱۳ میلادی)، پسرش ابوطاهر، رهبر قرامطهٔ بحرین شد. وی به مقتدر نامه نوشت و در آن، سپاه خود را ارتش خدا معرفی کرد. قرامطهٔ بحرین دردسرهای فراوانی برای عباسیان ایجاد کردند؛ حج را چند بار متروک کرده، حجرالاسود را ربودند.
حسن قرمطی جنّابی (دیلمی) مکنی به ابوسعید در ذیحجه ۳۰۰ قمری در حمام مقتول شد.